# Микрофолкомматидовые пауки
Микрофолкомматидовые пауки (лат. Micropholcommatidae) — маленькое семейство пауков. насчитывающее всего 33 вида из девяти родов.

## Описание
Микрофолкомматидовые пауки — это очень маленькие пауки, в длину обычно достигающие от 0,5 до 2 мм.

## Распространение
Практически все роды являются эндемиками Новой Зеландии и Австралии, два рода, Teutoniella и Tricellina, встречаются в Южной Америке.

## Экология
Они обычно встречаются среди опавшей листвы или во мху.

## Классификация
Семейства Micropholcommatidae и Textricellidae были объединены общим синонимом Symphytognathidae Форстером в 1959 году, но затем снова разделены в 1977 году. Позже в 1986 году семейство стало снова считаться отдельным благодаря пересмотру Platnick и Forster. Однако, семейство недавно объединено Schütt в 2003 году с Anapidae, хотя с этим объединением не соглашаются многие авторы.
- Eterosonycha Butler, 1932 — Австралия
- Micropholcomma Crosby & Bishop, 1927 — Австралия
- Olgania Hickman, 1979 — Австралия
- Parapua Forster, 1959 — Новая Зеландия
- Pua Forster, 1959 — Новая Зеландия
- Teutoniella Brignoli, 1981 — Бразилия, Чили
- Textricella Hickman, 1945 — Австралия, Новая Зеландия
- Tricellina Forster & Platnick, 1989 — Чили

## Ископаемые представители
Ископаемые остатки Cenotextricella simoni, представителя семейства, найденные в 2007 году, датируются Ранним Эоценом (примерно 53 миллиона лет назад), а также относится к подсемейству Textricellinae. В отличие от распространения современных видов остатки этого вида найдены в Северном полушарии.